# Brønshøj BK
Maillots
Le Brønshøj Boldklub est un club danois de football fondé en 1919 et basé à Copenhague. Le Danois Michael Madsen est l'entraineur depuis juillet 2019. 
Sa meilleure performance dans l'élite danoise est une cinquième place obtenue lors de l'année 1984.

## Palmarès
- Championnat du Danemark de deuxième division
  - Champion : 1961